# 邦子內親王
邦子內親王（承元3年（1209年） - 弘安6年9月4日（1283年9月26日）），為鎌倉時代的皇族。女院院號安嘉門院、後堀河天皇准母、皇后宮。法名正如覺。父為後高倉院守貞親王、生母為持明院陳子（北白河院）。同母弟為後堀河天皇、同母姐為式乾門院利子內親王。在生父後高倉院逝世後，以長女的身分繼承了其父大部分的遺產－八条院領，往後這份龐大的財產陸續傳給了龜山上皇、後宇多上皇、昭慶門院憙子内親王、後醍醐天皇等人。

## 略歷
- 1209年 出生。
- 1221年 承久之亂。其弟茂仁王即位為後堀河天皇。內親王宣下、成為後堀河天皇准母和皇后宮（尊稱皇后）。
- 1223年 生父後高倉院逝世、繼承了大部分的八条院領。
- 1224年 院號宣下。女院「安嘉門院」。
- 1235年 出家。
- 1238年 生母北白河院逝世。
- 1283年 逝世。